# Hydrocynus brevis
Hydrocynus brevis és una espècie de peix de la família dels alèstids i de l'ordre dels caraciformes.

## Morfologia
- Els mascles poden assolir 86 cm de longitud total[1] i 8.250 g de pes.[2][3]

## Alimentació
Menja peixos, Caridina i insectes.

## Hàbitat
És un peix d'aigua dolça i de clima tropical.

## Distribució geogràfica
Es troba a Àfrica.